# Martonvásár
Martonvásár è una città dell'Ungheria di 5.275 abitanti (dati 2001). È situata nella contea di Fejér.